# Ixora novoguineensis
Ixora novoguineensis är en måreväxtart som beskrevs av Arnaud Mouly och Birgitta Bremer. Ixora novoguineensis ingår i släktet Ixora och familjen måreväxter. Inga underarter finns listade i Catalogue of Life.